# Johann Heinrich May der Ältere

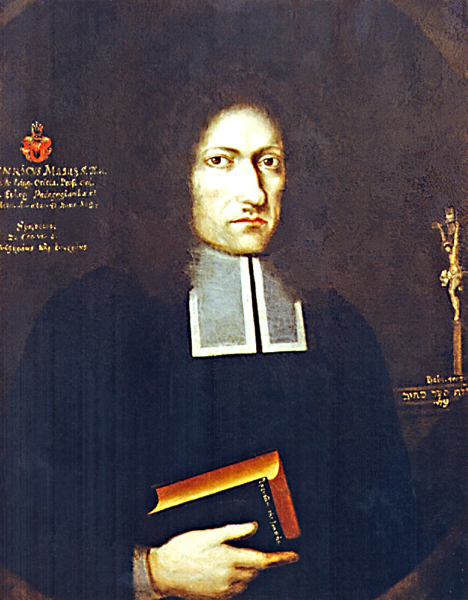
Johann Heinrich May

Johann Heinrich May der Ältere (auch: Mai, Maie, Majus; * 5. Februar 1653 in Pforzheim; † 3. September 1719 in Gießen) war ein deutscher lutherischer Theologe, Philologe und Historiker.

## Leben
Der Sohn des Pfarrers Johann Georg May, war ein Bruder des Johann Burchard May und hatte wie dieser im Hause seines Vaters die erste Ausbildung genossen. Er besuchte das Gymnasium in Durlach und studierte 1679 Theologie an der Universität Wittenberg. Daran anschließend unternahm eine Reise nach Kopenhagen, kam nach Hamburg zu Georg Elieser Edzard (1661–1737), bei welchem er Hauslehrer von dessen Söhnen war. Zudem beschäftigte er sich in dieser Zeit mit der Hebräischen Literatur.
So hatte er die Kenntnisse erworben die hebräische Sprache an der Universität Leipzig, der Wittenberger Akademie, an der Universität Helmstedt und an der Universität Straßburg privat zu unterrichten. So konnte er seine Studien fortsetzen. Er wurde im Anschluss Hofprediger des Pfalzgrafen von Veldenz, dann Prediger und Gymnasialprofessor in Baden-Durlach. Am 16. März 1688 wurde er Professor der Hebräischen Sprache und außerordentlicher Professor der Theologie der Universität Gießen.
Dazu erwarb er sich am 15. März 1689 das Lizentiat der Theologie, wurde am 1. Juli 1690 ordentlicher Professor der Theologie und promovierte am 28. November 1690 zum Doktor der Theologie. Mit dem Amt der theologischen Professur verbunden, wurde er Superintendent, Konsistorialassessor und Ephorus der Stipendiaten. May der als Lutheraner mit Philipp Jacob Spener befreundet war, wurde ein Bahnbrecher des Pietismus in Gießen und Hessen-Darmstadt. 1709 legte er seine Professur für Hebräisch nieder. Sein Sohn Johann Heinrich May der Jüngere, aus der Ehe mit Sabina Helena, der Tochter des Michael Praun, erlangte ebenfalls Bekanntheit.

## Werkauswahl

### Bücher
1. Historia animalum Scripturae. Frankfurt/M. 1686
2. Vita Johannis Reuchlini. Frankfurt 1687
3. Examen historiae Criticae Rich. Simonis. Gießen 1694
4. Synopsis Theologiae Symbolicae. Gießen 1694
5. Synopsis Theologiae moralis. Gießen 1697
6. Synopsis Theologiae Judaicae. Gießen 1698
7. Introductio ad Studium philologicum, criticum & exegeticum brevis & perspicua. Gießen 1698
8. Paraphrasis Epistolae ad Hebraeos
9. Theologia Evangelica. Gießen 1701
10. Animadversiones & supplementa ad Cocceji Lexicon Ebraeum. Frankfurt 1714
11. Oeconomia temporum Vet. Testamenti. Gießen 1704
12. Synopsis Theologiae Christianae
13. Oeconomia temporum Novi Testamenti
14. Theologia Lutheri
15. Theologia prophetica. Frankfurt 1710
16. Harmonia Evangelica, Gießen 1707
17. Oeconomia judiciorum divinorum
18. Historia reformationis Lutheri. Frankfurt 1710
19. Christlicher Pädagogus
20. Unterricht von Confirmation der Kinder
21. Von denen 7 Buß-Psalmen
22. Geistliches Präservativ
23. Güldenes Kleinod Davids
24. Davidische Festandachten
25. Institutio linguae Chaldaicae. Gießen 1695
26. Grammatica Rabbinica. Gießen 1710
27. Dissertationes sacrae. Frankfurt/M. 1690
28. Selectiores dissertationes philologicae & exegeticae quator de Scriptura S. contra Rich. Simonem. Frankfurt/M. 1690, Gießen 1710
29. Synopsis Physicae veteris & novae. Frankfurt 1688

### Dissertationen
1. de inspiratione Scripturae S. Gießen 1689
2. demonstratio luculenta, Messiam pridem venisse, adversus Judaeos. Gießen 1690
3. de constante & invariata fide Ecclesiarum Aug. Confessioni addictarum, contra Jo. Benign. Bossuetum. Gießen 1690
4. super Matth. 5, 21, 22. Gießen 1692
5. ad Acta 13, 22. sive summi Numinis de vera heroum pietate testimonium. Gießen 1692
6. de Theologia Davidis. Gießen 1693
7. de Ratione in rebus fidei suo modo & coeca & oculata. Gießen 1695
8. de clave cognitionis ad Luc. 11. 22. instituta. Gießen 1695
9. de juramento per dolum elicito ad Jos. 9. Gießen 1695
10. de unico SS. Theologiae principio, S. Scriptura Canonica. Gießen 1706
11. de imagine veritatis fatidica & Juridica, sive Hebraeorum Urim & Thummin ex Exod. 28, 30. Gießen 1696
12. de amicitia inter Deum & hominem, ad Jac. 2, 23. Gießen 1697
13. de duplici idololatria crassa & subtili ad Rom. 2, 22. Gießen 1698
14. de Theosophia Christianorum universali ad 1. Cor. 2. Gießen 1699